# North Carlton
North Carlton is een civil parish in het bestuurlijke gebied West Lindsey, in het Engelse graafschap Lincolnshire. Zij ligt in de Lincolnshire Wolds, een natuurgebied dat als Area of Outstanding Natural Beauty is aangemerkt, op circa 8 km van Lincoln.
In 2001 telde het dorp 140 inwoners. North Carlton komt in het Domesday Book (1086) voor als 'Nortcarletone'.